# Trentepohlia spinaspersa
Trentepohlia spinaspersa är en tvåvingeart som beskrevs av Alexander 1964. Trentepohlia spinaspersa ingår i släktet Trentepohlia och familjen småharkrankar. Inga underarter finns listade i Catalogue of Life.